# Aeroportul Tumxuk Tangwangcheng
Aeroportul Tumxuk Tangwangcheng (IATA: TWC, ICAO: ZWTS) este un aeroport din Xinjiang, Republica Populară Chineză ce deservește zona Tumxuk⁠(d). Aeroportul a fost tranzitat în 2022 de 91.902 pasageri. A fost numit după zona deservită.
aeroportul dispune de o singură pistă.